# Éditions des Aboiteaux
 (avril 2025).
Si vous disposez d'ouvrages ou d'articles de référence ou si vous connaissez des sites web de qualité traitant du thème abordé ici, merci de compléter l'article en donnant les références utiles à sa vérifiabilité et en les liant à la section « Notes et références ».
Les Éditions des Aboiteaux sont une maison d'édition fondée par le Père Anselme Chiasson en 1961, la première maison d'édition en Acadie. Le Père Anselme Chiasson s'est autopublié avec Les Éditions des Aboiteaux durant plus de 35 années.

## Patrimoine Acadien
Les Éditions des Aboiteaux publie plusieurs recherches folkloriques, des livres de folklore, contes et légendes avec entre autres celles de Chéticamp et les Îles de la Madeleine. 

## Le Coin d'la Piquine
Le Père Anselme Chiasson était l'écrivain clandestin derrière Le Coin d'la Piquine dans le journal l'Évangéline, se servant du nom-de-plume, La Piquine, pour signer les textes écrits dans l'accent d'acadie. 
La chronique original Le coin d'la Piquine ne se compose  que de 19 textes d'environ une demi-page publiés par Le Père Anselme Chiasson, employant le vocabulaire caractéristique de la région. Les premières parutions des textes de La Piquine se situent au début des années 1970. 
Depuis le décès du Père Anselme Chiasson, sa nièce, Marie-Colombe Robichaud, fait revivre les chroniques pendant plusieurs années dans le journal hebdomadaire, Le Courrier de la Nouvelle-Écosse. De là naissent une troupe de théâtre et une nouvelle maison d'édition qui porterons le nom de La Piquine.

## Publications
- Chansons d'Acadie - plusieurs cahiers
- Chéticamp. Histoires et traditions acadiennes, 1961
- L'Île de Chipagan : anecdotes, tours et légendes, 1967
- Légendes des Îles-de-la-Madeleine, 1969
- Les Îles-de-la-Madeleine, vie matérielle et sociale de l'en premier, 1981
- Cheticamp : memoires, Anselme Boudreau, 1996